# مارسل سابو
مارسل سابو (انگلیسی: Marcel Sabou؛ زادهٔ ۲۲ اوت ۱۹۶۵) بازیکن سابق فوتبال اهل رومانی است.
وی همچنین در تیم ملی فوتبال زیر ۲۱ سال رومانی بازی کرده‌است.